# Thank God It's Christmas
Thank God It's Christmas is een kerstsingle van de Britse rockband Queen. Het is geschreven door gitarist Brian May en drummer Roger Taylor en eigenlijk bedoeld als grap. Op 26 november 1984 werd het nummer in Europa op single uitgebracht en op 27 november volgden de VS, Canada, Australië en Nieuw-Zeeland.

## Achtergrond
De plaat werd een hit in een aantal landen. In thuisland het Verenigd Koninkrijk bereikte de plaat slechts de 21e positie in de UK Singles Chart, in totaal stond de plaat 6 weken genoteerd in de hitlijst. In Ierland werd de 8e positie behaald, in Australië de 21e, Duitsland de 8e.
In Nederland werd de plaat veel gedraaid op Hilversum 3, werd een radiohit maar bereikte gek genoeg niet de Nederlandse Top 40 en de TROS Top 50. De plaat bleef steken in de Tipparade, waarin de plaat twee weken stond genoteerd. Wél werd de Nationale Hitparade bereikt en de plaat kwam binnen op positie 31. Uiteindelijk bereikte de plaat de 22e positie en stond twee weken in de lijst genoteerd. In de Europese hitlijst op Hilversum 3, de TROS Europarade, bereikte de plaat in de op donderdag 10 januari 1985 uitgezonden lijst de 17e positie en stond 1 week genoteerd.
In België bereikte de plaat de 11e positie in de voorloper van de Vlaamse Ultratop 50 en de 8e positie in de Vlaamse Radio 2 Top 30. In
Wallonië werd géén notering behaald.
In 1995 werd het nummer opnieuw uitgebracht als extra track op de gelimiteerde editie van de cd-single A Winter's Tale. Hoewel het nummer op geen enkel album voorkomt, is deze wél te vinden op het verzamelalbum Greatest Hits III dubbel CD uit 1999.
Op 25 december 2010 kwam Thank God it's Christmas opnieuw binnen in de B2B Single Top 100 op de 78e positie.

## Hitnoteringen

### Nationale Hitparade / B2B Single Top 100
| Hitnotering (week 1 t/m 3): 22-12-1984 t/m 05-01-1985 Hitnotering (week 4 t/m 5): 25-12-2010 t/m 01-01-2011 Hitnotering (week 6): 29-12-2012 Hitnotering (week 7 t/m 9): 16-12-2017 t/m 30-12-2017 Hitnotering (week 10 t/m 11): 22-12-2018 t/m 29-12-2018 Hitnotering (week 12 t/m 13): 21-12-2019 t/m 28-12-2019 Hitnotering (week 14 t/m 17): 12-12-2020 t/m 02-01-2021 Hitnotering (week 18 t/m 21): 11-12-2021 t/m 01-01-2022 Hitnotering (week 22 t/m 25): 10-12-2022 t/m 31-12-2022 | Hitnotering (week 1 t/m 3): 22-12-1984 t/m 05-01-1985 Hitnotering (week 4 t/m 5): 25-12-2010 t/m 01-01-2011 Hitnotering (week 6): 29-12-2012 Hitnotering (week 7 t/m 9): 16-12-2017 t/m 30-12-2017 Hitnotering (week 10 t/m 11): 22-12-2018 t/m 29-12-2018 Hitnotering (week 12 t/m 13): 21-12-2019 t/m 28-12-2019 Hitnotering (week 14 t/m 17): 12-12-2020 t/m 02-01-2021 Hitnotering (week 18 t/m 21): 11-12-2021 t/m 01-01-2022 Hitnotering (week 22 t/m 25): 10-12-2022 t/m 31-12-2022 | Hitnotering (week 1 t/m 3): 22-12-1984 t/m 05-01-1985 Hitnotering (week 4 t/m 5): 25-12-2010 t/m 01-01-2011 Hitnotering (week 6): 29-12-2012 Hitnotering (week 7 t/m 9): 16-12-2017 t/m 30-12-2017 Hitnotering (week 10 t/m 11): 22-12-2018 t/m 29-12-2018 Hitnotering (week 12 t/m 13): 21-12-2019 t/m 28-12-2019 Hitnotering (week 14 t/m 17): 12-12-2020 t/m 02-01-2021 Hitnotering (week 18 t/m 21): 11-12-2021 t/m 01-01-2022 Hitnotering (week 22 t/m 25): 10-12-2022 t/m 31-12-2022 | Hitnotering (week 1 t/m 3): 22-12-1984 t/m 05-01-1985 Hitnotering (week 4 t/m 5): 25-12-2010 t/m 01-01-2011 Hitnotering (week 6): 29-12-2012 Hitnotering (week 7 t/m 9): 16-12-2017 t/m 30-12-2017 Hitnotering (week 10 t/m 11): 22-12-2018 t/m 29-12-2018 Hitnotering (week 12 t/m 13): 21-12-2019 t/m 28-12-2019 Hitnotering (week 14 t/m 17): 12-12-2020 t/m 02-01-2021 Hitnotering (week 18 t/m 21): 11-12-2021 t/m 01-01-2022 Hitnotering (week 22 t/m 25): 10-12-2022 t/m 31-12-2022 | Hitnotering (week 1 t/m 3): 22-12-1984 t/m 05-01-1985 Hitnotering (week 4 t/m 5): 25-12-2010 t/m 01-01-2011 Hitnotering (week 6): 29-12-2012 Hitnotering (week 7 t/m 9): 16-12-2017 t/m 30-12-2017 Hitnotering (week 10 t/m 11): 22-12-2018 t/m 29-12-2018 Hitnotering (week 12 t/m 13): 21-12-2019 t/m 28-12-2019 Hitnotering (week 14 t/m 17): 12-12-2020 t/m 02-01-2021 Hitnotering (week 18 t/m 21): 11-12-2021 t/m 01-01-2022 Hitnotering (week 22 t/m 25): 10-12-2022 t/m 31-12-2022 | Hitnotering (week 1 t/m 3): 22-12-1984 t/m 05-01-1985 Hitnotering (week 4 t/m 5): 25-12-2010 t/m 01-01-2011 Hitnotering (week 6): 29-12-2012 Hitnotering (week 7 t/m 9): 16-12-2017 t/m 30-12-2017 Hitnotering (week 10 t/m 11): 22-12-2018 t/m 29-12-2018 Hitnotering (week 12 t/m 13): 21-12-2019 t/m 28-12-2019 Hitnotering (week 14 t/m 17): 12-12-2020 t/m 02-01-2021 Hitnotering (week 18 t/m 21): 11-12-2021 t/m 01-01-2022 Hitnotering (week 22 t/m 25): 10-12-2022 t/m 31-12-2022 | Hitnotering (week 1 t/m 3): 22-12-1984 t/m 05-01-1985 Hitnotering (week 4 t/m 5): 25-12-2010 t/m 01-01-2011 Hitnotering (week 6): 29-12-2012 Hitnotering (week 7 t/m 9): 16-12-2017 t/m 30-12-2017 Hitnotering (week 10 t/m 11): 22-12-2018 t/m 29-12-2018 Hitnotering (week 12 t/m 13): 21-12-2019 t/m 28-12-2019 Hitnotering (week 14 t/m 17): 12-12-2020 t/m 02-01-2021 Hitnotering (week 18 t/m 21): 11-12-2021 t/m 01-01-2022 Hitnotering (week 22 t/m 25): 10-12-2022 t/m 31-12-2022 | Hitnotering (week 1 t/m 3): 22-12-1984 t/m 05-01-1985 Hitnotering (week 4 t/m 5): 25-12-2010 t/m 01-01-2011 Hitnotering (week 6): 29-12-2012 Hitnotering (week 7 t/m 9): 16-12-2017 t/m 30-12-2017 Hitnotering (week 10 t/m 11): 22-12-2018 t/m 29-12-2018 Hitnotering (week 12 t/m 13): 21-12-2019 t/m 28-12-2019 Hitnotering (week 14 t/m 17): 12-12-2020 t/m 02-01-2021 Hitnotering (week 18 t/m 21): 11-12-2021 t/m 01-01-2022 Hitnotering (week 22 t/m 25): 10-12-2022 t/m 31-12-2022 | Hitnotering (week 1 t/m 3): 22-12-1984 t/m 05-01-1985 Hitnotering (week 4 t/m 5): 25-12-2010 t/m 01-01-2011 Hitnotering (week 6): 29-12-2012 Hitnotering (week 7 t/m 9): 16-12-2017 t/m 30-12-2017 Hitnotering (week 10 t/m 11): 22-12-2018 t/m 29-12-2018 Hitnotering (week 12 t/m 13): 21-12-2019 t/m 28-12-2019 Hitnotering (week 14 t/m 17): 12-12-2020 t/m 02-01-2021 Hitnotering (week 18 t/m 21): 11-12-2021 t/m 01-01-2022 Hitnotering (week 22 t/m 25): 10-12-2022 t/m 31-12-2022 | Hitnotering (week 1 t/m 3): 22-12-1984 t/m 05-01-1985 Hitnotering (week 4 t/m 5): 25-12-2010 t/m 01-01-2011 Hitnotering (week 6): 29-12-2012 Hitnotering (week 7 t/m 9): 16-12-2017 t/m 30-12-2017 Hitnotering (week 10 t/m 11): 22-12-2018 t/m 29-12-2018 Hitnotering (week 12 t/m 13): 21-12-2019 t/m 28-12-2019 Hitnotering (week 14 t/m 17): 12-12-2020 t/m 02-01-2021 Hitnotering (week 18 t/m 21): 11-12-2021 t/m 01-01-2022 Hitnotering (week 22 t/m 25): 10-12-2022 t/m 31-12-2022 | Hitnotering (week 1 t/m 3): 22-12-1984 t/m 05-01-1985 Hitnotering (week 4 t/m 5): 25-12-2010 t/m 01-01-2011 Hitnotering (week 6): 29-12-2012 Hitnotering (week 7 t/m 9): 16-12-2017 t/m 30-12-2017 Hitnotering (week 10 t/m 11): 22-12-2018 t/m 29-12-2018 Hitnotering (week 12 t/m 13): 21-12-2019 t/m 28-12-2019 Hitnotering (week 14 t/m 17): 12-12-2020 t/m 02-01-2021 Hitnotering (week 18 t/m 21): 11-12-2021 t/m 01-01-2022 Hitnotering (week 22 t/m 25): 10-12-2022 t/m 31-12-2022 | Hitnotering (week 1 t/m 3): 22-12-1984 t/m 05-01-1985 Hitnotering (week 4 t/m 5): 25-12-2010 t/m 01-01-2011 Hitnotering (week 6): 29-12-2012 Hitnotering (week 7 t/m 9): 16-12-2017 t/m 30-12-2017 Hitnotering (week 10 t/m 11): 22-12-2018 t/m 29-12-2018 Hitnotering (week 12 t/m 13): 21-12-2019 t/m 28-12-2019 Hitnotering (week 14 t/m 17): 12-12-2020 t/m 02-01-2021 Hitnotering (week 18 t/m 21): 11-12-2021 t/m 01-01-2022 Hitnotering (week 22 t/m 25): 10-12-2022 t/m 31-12-2022 | Hitnotering (week 1 t/m 3): 22-12-1984 t/m 05-01-1985 Hitnotering (week 4 t/m 5): 25-12-2010 t/m 01-01-2011 Hitnotering (week 6): 29-12-2012 Hitnotering (week 7 t/m 9): 16-12-2017 t/m 30-12-2017 Hitnotering (week 10 t/m 11): 22-12-2018 t/m 29-12-2018 Hitnotering (week 12 t/m 13): 21-12-2019 t/m 28-12-2019 Hitnotering (week 14 t/m 17): 12-12-2020 t/m 02-01-2021 Hitnotering (week 18 t/m 21): 11-12-2021 t/m 01-01-2022 Hitnotering (week 22 t/m 25): 10-12-2022 t/m 31-12-2022 | Hitnotering (week 1 t/m 3): 22-12-1984 t/m 05-01-1985 Hitnotering (week 4 t/m 5): 25-12-2010 t/m 01-01-2011 Hitnotering (week 6): 29-12-2012 Hitnotering (week 7 t/m 9): 16-12-2017 t/m 30-12-2017 Hitnotering (week 10 t/m 11): 22-12-2018 t/m 29-12-2018 Hitnotering (week 12 t/m 13): 21-12-2019 t/m 28-12-2019 Hitnotering (week 14 t/m 17): 12-12-2020 t/m 02-01-2021 Hitnotering (week 18 t/m 21): 11-12-2021 t/m 01-01-2022 Hitnotering (week 22 t/m 25): 10-12-2022 t/m 31-12-2022 | Hitnotering (week 1 t/m 3): 22-12-1984 t/m 05-01-1985 Hitnotering (week 4 t/m 5): 25-12-2010 t/m 01-01-2011 Hitnotering (week 6): 29-12-2012 Hitnotering (week 7 t/m 9): 16-12-2017 t/m 30-12-2017 Hitnotering (week 10 t/m 11): 22-12-2018 t/m 29-12-2018 Hitnotering (week 12 t/m 13): 21-12-2019 t/m 28-12-2019 Hitnotering (week 14 t/m 17): 12-12-2020 t/m 02-01-2021 Hitnotering (week 18 t/m 21): 11-12-2021 t/m 01-01-2022 Hitnotering (week 22 t/m 25): 10-12-2022 t/m 31-12-2022 | Hitnotering (week 1 t/m 3): 22-12-1984 t/m 05-01-1985 Hitnotering (week 4 t/m 5): 25-12-2010 t/m 01-01-2011 Hitnotering (week 6): 29-12-2012 Hitnotering (week 7 t/m 9): 16-12-2017 t/m 30-12-2017 Hitnotering (week 10 t/m 11): 22-12-2018 t/m 29-12-2018 Hitnotering (week 12 t/m 13): 21-12-2019 t/m 28-12-2019 Hitnotering (week 14 t/m 17): 12-12-2020 t/m 02-01-2021 Hitnotering (week 18 t/m 21): 11-12-2021 t/m 01-01-2022 Hitnotering (week 22 t/m 25): 10-12-2022 t/m 31-12-2022 | Hitnotering (week 1 t/m 3): 22-12-1984 t/m 05-01-1985 Hitnotering (week 4 t/m 5): 25-12-2010 t/m 01-01-2011 Hitnotering (week 6): 29-12-2012 Hitnotering (week 7 t/m 9): 16-12-2017 t/m 30-12-2017 Hitnotering (week 10 t/m 11): 22-12-2018 t/m 29-12-2018 Hitnotering (week 12 t/m 13): 21-12-2019 t/m 28-12-2019 Hitnotering (week 14 t/m 17): 12-12-2020 t/m 02-01-2021 Hitnotering (week 18 t/m 21): 11-12-2021 t/m 01-01-2022 Hitnotering (week 22 t/m 25): 10-12-2022 t/m 31-12-2022 | Hitnotering (week 1 t/m 3): 22-12-1984 t/m 05-01-1985 Hitnotering (week 4 t/m 5): 25-12-2010 t/m 01-01-2011 Hitnotering (week 6): 29-12-2012 Hitnotering (week 7 t/m 9): 16-12-2017 t/m 30-12-2017 Hitnotering (week 10 t/m 11): 22-12-2018 t/m 29-12-2018 Hitnotering (week 12 t/m 13): 21-12-2019 t/m 28-12-2019 Hitnotering (week 14 t/m 17): 12-12-2020 t/m 02-01-2021 Hitnotering (week 18 t/m 21): 11-12-2021 t/m 01-01-2022 Hitnotering (week 22 t/m 25): 10-12-2022 t/m 31-12-2022 |
| Week: | 1 | 2 | 3 | | 4 | 5 | | 6 | | 7 | 8 | 9 | | 10 | 11 | | 12 |
| --- | --- | --- | --- | --- | --- | --- | --- | --- | --- | --- | --- | --- | --- | --- | --- | --- | --- |
| Positie: | 31 | 32 | 34 | uit | 78 | 89 | uit | 91 | uit | 82 | 94 | 35 | uit | 65 | 26 | uit | 99 |
| Week: | 13 | | 14 | 15 | 16 | 17 | | 18 | 19 | 20 | 21 | | 22 | 23 | 24 | 25 | |
| Positie: | 30 | uit | 67 | 56 | 45 | 22 | uit | 91 | 56 | 46 | 23 | uit | 79 | 42 | 42 | 22 | uit |

### TROS Europarade
Hitnotering: 10 januari 1985. Hoogste notering: #17 (1 week).

### Vlaamse Ultratop 50
| Hitnotering: 22-12-1984 t/m 19-01-1985 | Hitnotering: 22-12-1984 t/m 19-01-1985 | Hitnotering: 22-12-1984 t/m 19-01-1985 | Hitnotering: 22-12-1984 t/m 19-01-1985 | Hitnotering: 22-12-1984 t/m 19-01-1985 | Hitnotering: 22-12-1984 t/m 19-01-1985 | Hitnotering: 22-12-1984 t/m 19-01-1985 |
| Week:                                  | 1                                      | 2                                      | 3                                      | 4                                      | 5                                      |                                        |
| -------------------------------------- | -------------------------------------- | -------------------------------------- | -------------------------------------- | -------------------------------------- | -------------------------------------- | -------------------------------------- |
| Positie:                               | 30                                     | 29                                     | 11                                     | 16                                     | 27                                     | uit                                    |

### NPO Radio 2 Top 2000
| Nummer met noteringen in de NPO Radio 2 Top 2000 | '18  | '19  | '20  | '21  | '22  | '23  | '24 |
| ------------------------------------------------ | ---- | ---- | ---- | ---- | ---- | ---- | --- |
| Thank God It's Christmas                         | 1089 | 1043 | 1206 | 1400 | 1284 | 1368 | 860 |

1. ↑  Een vetgedrukt getal geeft de hoogste notering aan.
2. ↑  2018 was het eerste jaar met een notering voor dit nummer.